# Baie de Saginaw
Pour les articles homonymes, voir Saginaw.

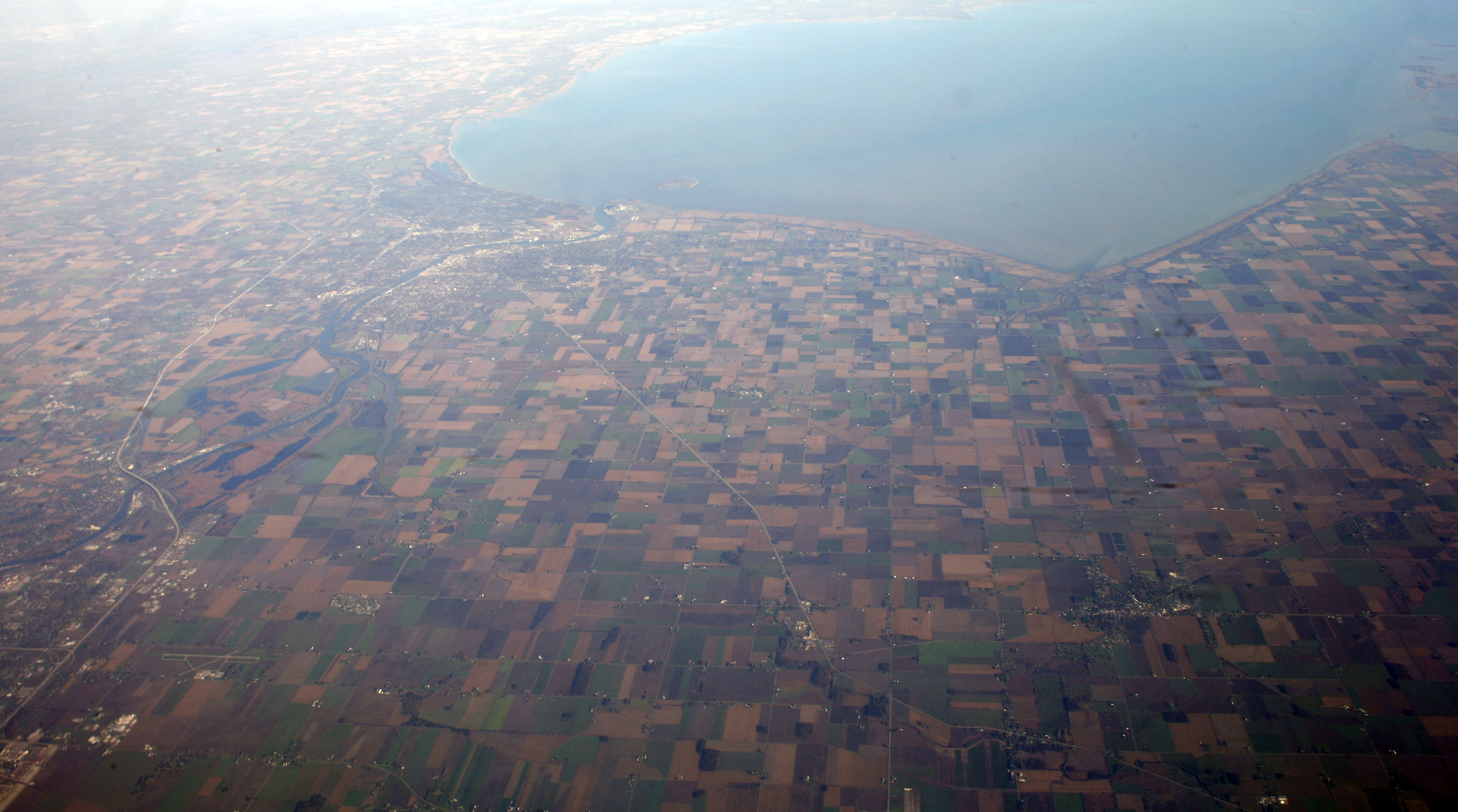
La baie de Saginaw vue du ciel, 2010.

La baie de Saginaw est une baie faisant partie du lac Huron, située entre le « Pouce » et le reste de la péninsule inférieure de l'État de Michigan, aux États-Unis.

## Géographie
La baie de Saginaw se prolonge au sud-ouest sur 82 kilomètres depuis son entrée entre d'une part la pointe Au Sable (au nord-ouest) et la rivière Au Sable qui débouche dans le lac Huron dans le canton Au Sable et la localité d'Au Sable et d'autre part la localité de pointe Aux Barques (à l'est). Au fond de la baie se jette la rivière Saginaw. La largeur du baie varie de 21 à 42 kilomètres et sa superficie est estimée à 2 960 km2. Elle borde les comtés d'Arenac, de Bay, de Huron, de Iosco et de Tuscola.

## Toponymie
Le nom « Saginaw » est dérivé du terme ojibwé, Zaagiinang, signifiant « pour couler hors », probable en référant vers la rivière Saginaw. « Saginaw » ne devrait pas être confondu avec Saguenay, une région de Québec dont le nom est dérivé du peuple Algonquin.